# Келлог, Джон Харви
Джон Харви Келлог (26 февраля 1852 — 14 декабря 1943) — американский врач, религиозный деятель — адвентист, сексолог и диетолог. Пропагандировал здоровый образ жизни и вегетарианство, непримиримо боролся с мастурбацией и открыл первый в мире комплексный санаторий (санаторий Батл-Крик (англ.), аффилированный с Адвентистской церковью). Старший брат бизнесмена Уильяма «Уилла» Кейта Келлога (1860—1951), основателя компании «Kellogg's», вместе с которым изобрёл кукурузные хлопья. 
Келлог посвятил последние 30 лет своей жизни продвижению евгеники, позднее принятой на вооружение в Третьем Рейхе. Он стал соучредителем «Фонда улучшения расы» (англ.), был соорганизатором нескольких национальных конференций по «улучшению расы». Наряду с препятствованием «межрасовому смешению», Келлог выступал за стерилизацию «умственно неполноценных людей». Он активно продвигал свои идеи во время работы в Мичиганском совете здравоохранения и помогал ввести разрешение на стерилизацию тех, кого он считал «умственно неполноценными», в законы штата во время его пребывания в этой должности.

## Биография
Келлог родился в городке Тайрон, Мичиган в семье Джона Келлога (1806—1881) и Анны Стэнли (1824—1893). Всего в семье было 16 детей. В 1860 году вся семья переехала в Батл-Крик, где отец Келлога основал фабрику по производству веников.
Окончив Мичиганское педагогическое училище, а позднее и Нью-Йоркский университет, Джон Келлог получил диплом врача. В 27 лет женился на Элле Итон (1853—1920). Гордо заявлял, что ни разу в жизни не имел половой связи с супругой. Все их 49 детей были приёмными (только 8 официально усыновлены или удочерены).
Келлог впервые открыл комплексный санаторий, в котором применялись диеты, клизмы и физические упражнения для полного выздоровления пациентов. Также он был признанным ведущим специалистом-сексологом тех дней и яростным противником мастурбации. В одном из своих трактатов он перечислил 39 заболеваний, вызываемых рукоблудием, в том числе окостенение суставов, общее одряхление и эпилепсию.
Келлог был убеждённым вегетарианцем и активно участвовал в общине адвентистов седьмого дня, пока не был оттуда исключён за проповедь пантеизма. Умер на 92-м году жизни и был похоронен на кладбище Оук-Хилл.

## Борьба с онанизмом
Работа Келлога «Основные факты для старых и молодых» (1888), ставшая настоящим бестселлером, предлагала родителям наставления, как относиться к естественному интересу их мальчиков к своему телу. В главе «Лечение онанизма и его последствий» Келлог говорит: «Лекарство, почти абсолютно эффективное для всех маленьких мальчиков, — это обрезание. Операция должна проводиться хирургом без анестезии, поскольку кратковременная боль во время операции возымеет благотворный эффект на сознание, особенно если связать её с представлением о наказании…».
Если же обрезание без анестезии сопротивляющегося, перепуганного ребёнка его родители сочтут неприемлемым, то Келлог рекомендует «наложение одного или нескольких швов из серебряной проволоки, чтобы предотвратить эрекцию. При этом крайняя плоть натягивается на головку и сшивается по краям проволокой с помощью иглы. После этого концы проволоки скручиваются и обрезаются у основания. Теперь эрекция невозможна…». Таким образом родителей заверяли, что зашивание пениса их сына «является мощным средством для преодоления практики мастурбации».
В той же книге Келлог рекомендует прижигание карболовой кислотой клиторов у маленьких девочек, чтобы научить их не трогать себя.
Для борьбы с онанизмом Келлог также разработал вегетарианскую диету, включавшую хлопья на завтрак и запрещавшую употребление мяса, которое, по мнению учёного, пробуждало чувственность.
Рекомендации Келлога имели огромное влияние на общественность. Многие родители, следуя его предписаниям, подвергали собственных детей жестоким физическим и моральным пыткам, вытравляя из них любые проявления сексуальности. Одним из нескольких аргументов, на основании которых в 1870-е и 1880-е гг. обрезание новорождённых получило распространение в американских родильных домах, были представления, что в дальнейшей жизни это предотвратит раздражение, способное превратить ребёнка в онаниста.

## Кукурузные хлопья
Келлог известен как изобретатель кукурузных хлопьев и производитель «Кукурузных хлопьев Келлога» (англ. Kellogg’s Corn Flakes). Соавтором Джона Келлога в изобретении хлопьев был его младший брат Уилл. Они случайно оставили кусочки пшеницы на кухонной плите и ушли по делам. Вернувшись, они обнаружили, что засохшие комки весьма съедобны, особенно если их спрессовать скалкой. А проделав то же с кукурузой, Келлог произвёл мини-революцию в гастрономии.
В дальнейшем, Уилл основал компанию «Kellogg’s», которая со временем стала добавлять в них сахар, что превратило их в высококалорийный продукт. В 2012 году британские власти запретили показ рекламы Kellogg’s, поскольку она вводила женщин в заблуждение относительно калорийности таких завтраков.

## Книги
- 1877 — Простые факты для молодых и старых
- 1888 — Чем вредно самолечение
- 1888 — Основные факты для старых и молодых
- 1893 — Дамский путеводитель по здоровью и болезням
- 1903 — Рациональная гидротерапия
- 1910 — Световая терапия
- 1914 — Новая человеческая раса
- 1915 — Евгеника
- 1922 — Автоинтоксикация или кишечное отравление
- 1923 — Табачная зависимость, или Как табак убивает людей
- 1927 — Новый диабетик
- 1929 — Искусство массажа: практическое пособие для медсестёр, студентов и практикантов

## В кино
В 1994 году Аланом Паркером был снят комедийный фильм «Дорога на Вэлвилл», в котором рассказывается о тяготах пребывания семейной пары в санатории доктора Келлога. В фильме показано, что в санатории установлена строгая вегетарианская диета, сексуальная жизнь пациентов ограничивается и практикуется большое количество физических упражнений. В целом фильм иронизирует над увлечением американцев столетней давности новомодными средствами оздоровления. Фильм был снят по мотивам новеллы «Дорога на Вэлвилл» (англ. The Road to Wellville) писателя Т. К. Бойла.